# Монтанара (Кремона)
Монтанара је насеље у Италији у округу Кремона, региону Ломбардија.
Према процени из 2011. у насељу је живело 76 становника. Насеље се налази на надморској висини од 42 м.